# هوغو بيريز
هوغو بيريز (بالإسبانية: Hugo Leonardo Pérez)‏ (مواليد 6 أكتوبر 1968) هو لاعب كرة قدم. يلعب مع منتخب الأرجنتين لكرة القدم. سبق له أن لعب في كأس العالم لكرة القدم مع منتخب بلاده.

## مسيرته الكروية
لعب هوغو بيريز خلال مسيرته الاحترافية مع 5 أندية في ثلاثة عشر موسمًا وسجل خلالها 27 هدفًا ضمن 209 مباراة. ولم يفز بأي موسم بالكأس وفاز في موسم واحد بالدوري.
خاض هوغو بيريز مسيرته مع نادي راسينغ في موسم 1986–87 ليلعب معه خمسة مواسم، مشاركًا في 21 مباراة سجل خلالها 4 أهداف. ثم انتقل إلى نادي فيرو كاريل أويستي في موسم 1991–92 لمدة موسم واحد، حيث شارك في 36 مباراة سجل خلالها هدفين. لينتقل بعدها إلى نادي إنديبندينتي في موسم 1992–93 واستمر معه طيلة ثلاثة مواسم، مشاركًا في 75 مباراة سجل خلالها 15 هدفًا. ثم انتقل إلى نادي ريال سبورتينغ خيخون في موسم 1994–95 واستمر معه طيلة ثلاثة مواسم، مشاركًا في 57 مباراة سجل خلالها 5 أهداف. هذا وانتقل لاحقًا إلى نادي إستوديانتيس دي لا بلاتا في موسم 1997–98 لمدة موسم واحد، مشاركًا في 20 مباراة سجل خلالها هدفًا واحدًا.

## روابط خارجية
- هوغو بيريز على موقع قاعدة بيانات كرة القدم.إي يو (الإنجليزية)
- هوغو بيريز على موقع ناشيونال فوتبول تيمز (الإنجليزية)
- هوغو بيريز على موقع عالم كرة القدم.نت (الإنجليزية)
- هوغو بيريز على موقع أوليمبيديا (الإنجليزية)